# Melodický hardcore
Melodický hardcore (anglicky Melodic hardcore) je podžánr hardcore punku se silným důrazem na melodičnost. Je jednoduše definován rychlými údery bicích, složitými kytarovými riffy a melodickým zpěvem. Mezi průkopníky tohoto žánru patří skupiny Descendentsa Bad Religion. Mezi nejznámější dnešní melodichardcorové skupiny patří podle weu last.fm skupina Rise Against.

## Seznam melodic hardcore skupin
| - 20 Bulls Each - AFI (The Art of Drowning, Black Sails in the Sunset, 336/Now the World Picture Disc) - Avail - Bad Religion - BeerBong - Belvedere - The Carrier - Comeback Kid - Crime in Stereo - Daggermouth - Dag Nasty - Descendents - Evergreen Terrace - Far - Four Year Strong - Funeral Oration - The Ghost Inside - Good Riddance - Gnarwolves - Hard-Ons - Have Heart - Hundredth - Ignite - It Prevails - Just Surrender - Kid Dynamite - Knockout Theory - Life in Your Way - Lifetime | - Means - Misery Signals - Much the Same - New Found Glory - No Fun at All - NOFX - No Trigger - No Use for a Name - Only Crime - Over It - Pennywise - Periphery - Phinius Gage - Rise Against - Satanic Surfers - Senses Fail - Set Your Goals - Shai Hulud - Shook Ones - Shelter - Sinking Ships - Stick To Your Guns - Straightaway - Stretch Arm Strong - Strung Out - Sum 41 (Chuck, Does This Look Infected?) - Taken - The Ghost Inside - Ionas - Verse - While She Sleeps |